# Knekten, Helsingfors

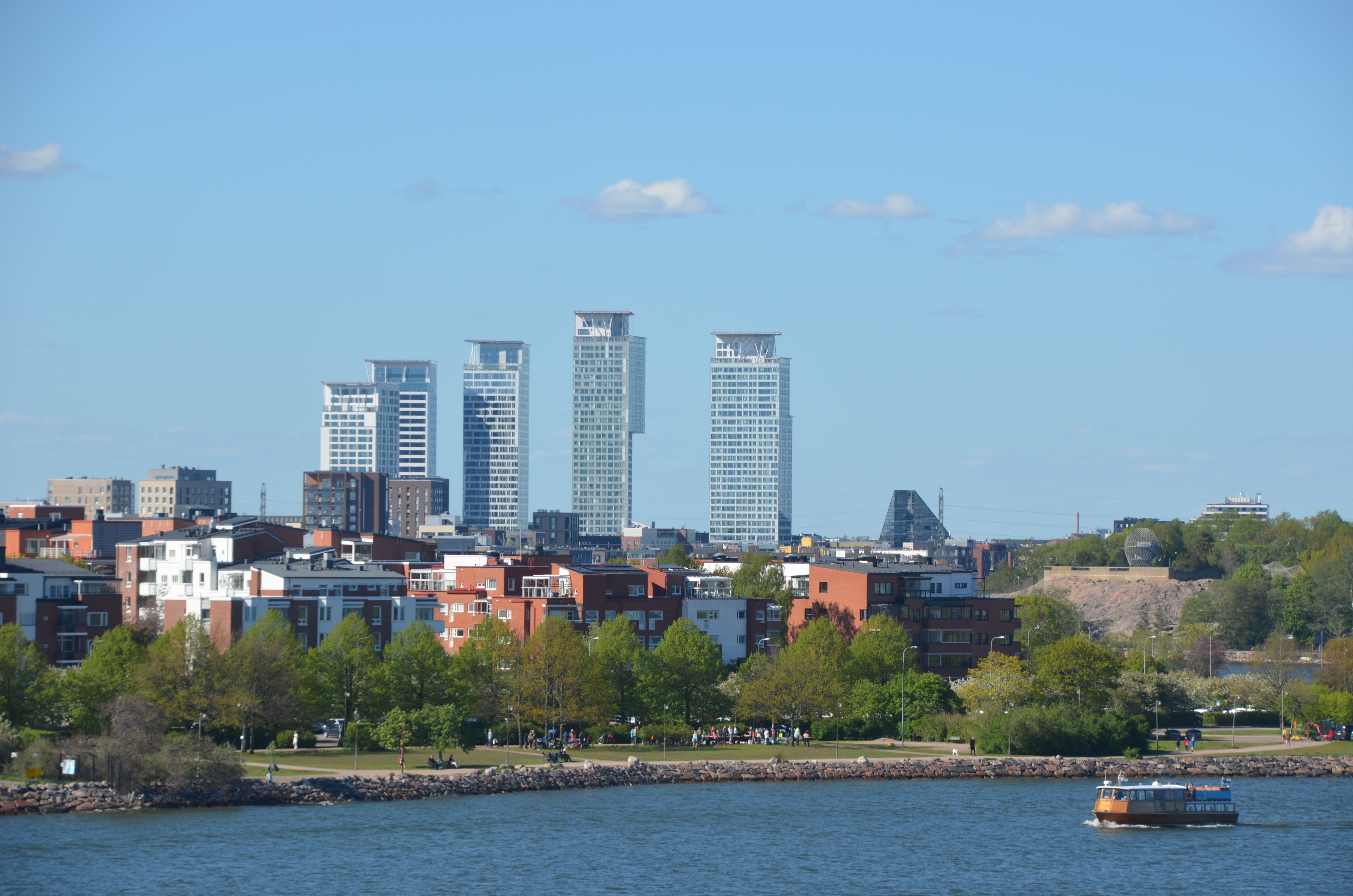
Södra delen av Knekten, med höghusen i Fiskehamnen i bakgrunden

Knekten (finska: Nihti) är en ö i Helsingfors hamn. Den fylldes på och ut med schaktmassor och förbands med tidigare grannön Sumparn och det norrom liggande fastlandet i samband med utvidgningen av Sörnäs hamn på 1950- och 1960-talen. Efter flytt av denna hamnverksamhet till Nordsjö hamn 2008 har Sumparn/Knekten-området avsatts för bostadsbyggande. På Knekten planeras ett bostadsområde för omkring 3 000 invånare att stå färdigt 2030.
Knekten hette på 1600-talet Starholmen. Det nuvarande svenska namnet Knekten har använts sedan 1700-talet. Det fastslogs officiellt 1908, samtidigt som det finska namnet Knihti, som 1928 ändrades till Nihti.

## Bostadsbyggande och kommunikationer
Områdesplan för området beslutades 2019. Enligt denna anlades en kanal för att skilja Knekten från Sumparn som en ö, på samma sätt som en kanal tidigare hade anlagts mellan Sumparn och fastlandet.
En förbyggnadsfas genomfördes juli 2021–augusti 2022. Anläggning av gator och annan kommunal infrastruktur påbörjades sommaren 2022 för att genomföras under hela 2023. Samtidigt påbörjades det första bostadsbyggandet på två tomter, med inflyttning i början av 2024. Sammanlagt planeras tio kvarter.
På Knekten planeras ändstationen för den nya Spårvägslinje 13 Knekten–Västra Böle, vilken började anläggas 2021. 
År 2021 påbörjades också projektet Spårväg Kronbroarna, i vilket anläggs en spårväg mellan Hagnäs torg och Degerö på de tre Kronbroarna. Knekten länkas därmed till centrala Helsingfors med Havshagenbron och till Högholmen med Finkes bro. En planerad hållplats för denna linje – kombinerad med ändhållplatsen för Knekten–Västra Bölelinjen – ligger mitt på Knekten.

## Bildgalleri

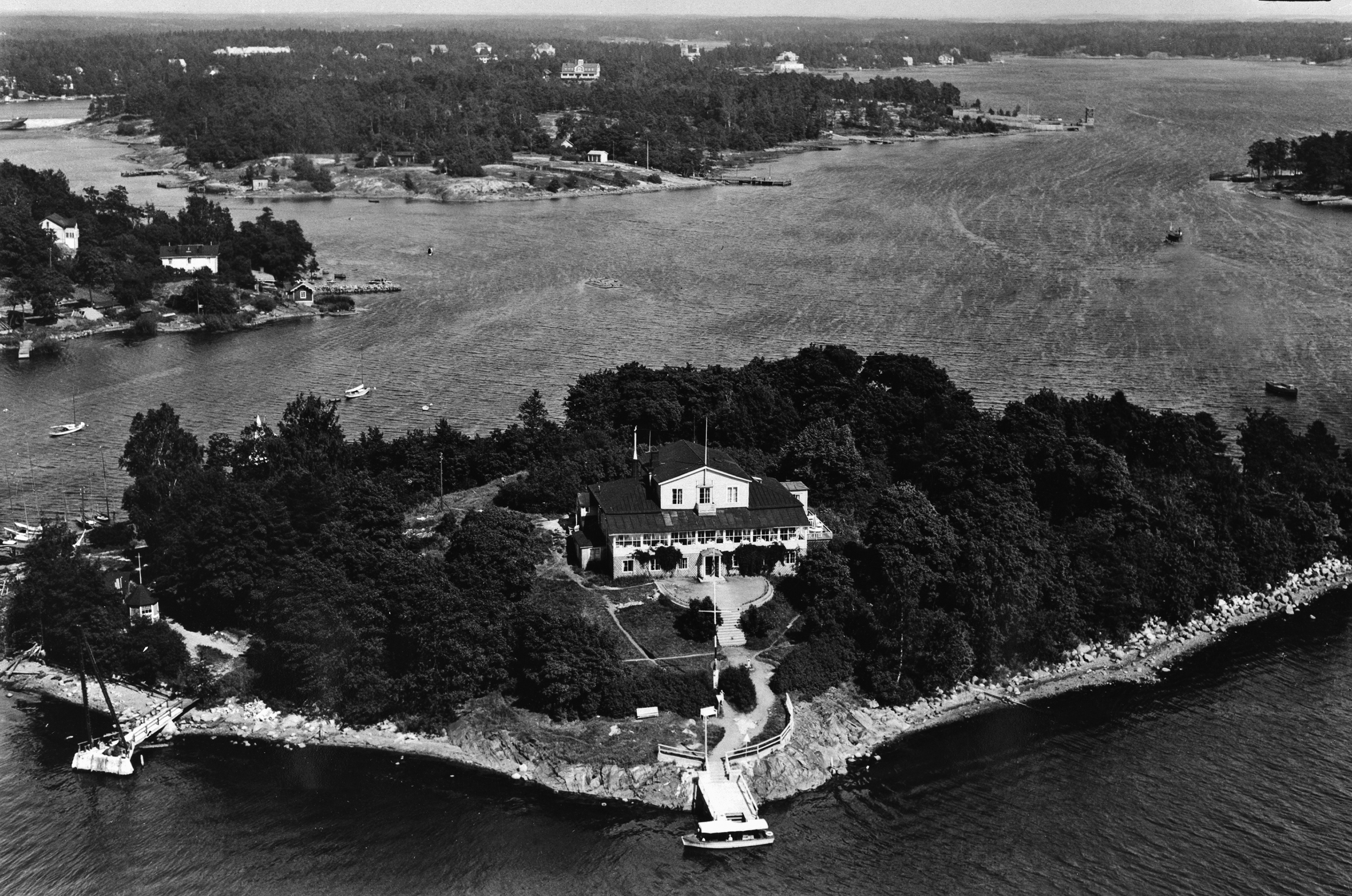
Knekten 1930. Snett upp till vänster Sumparn och i bakgrunden Blåbärslandet.
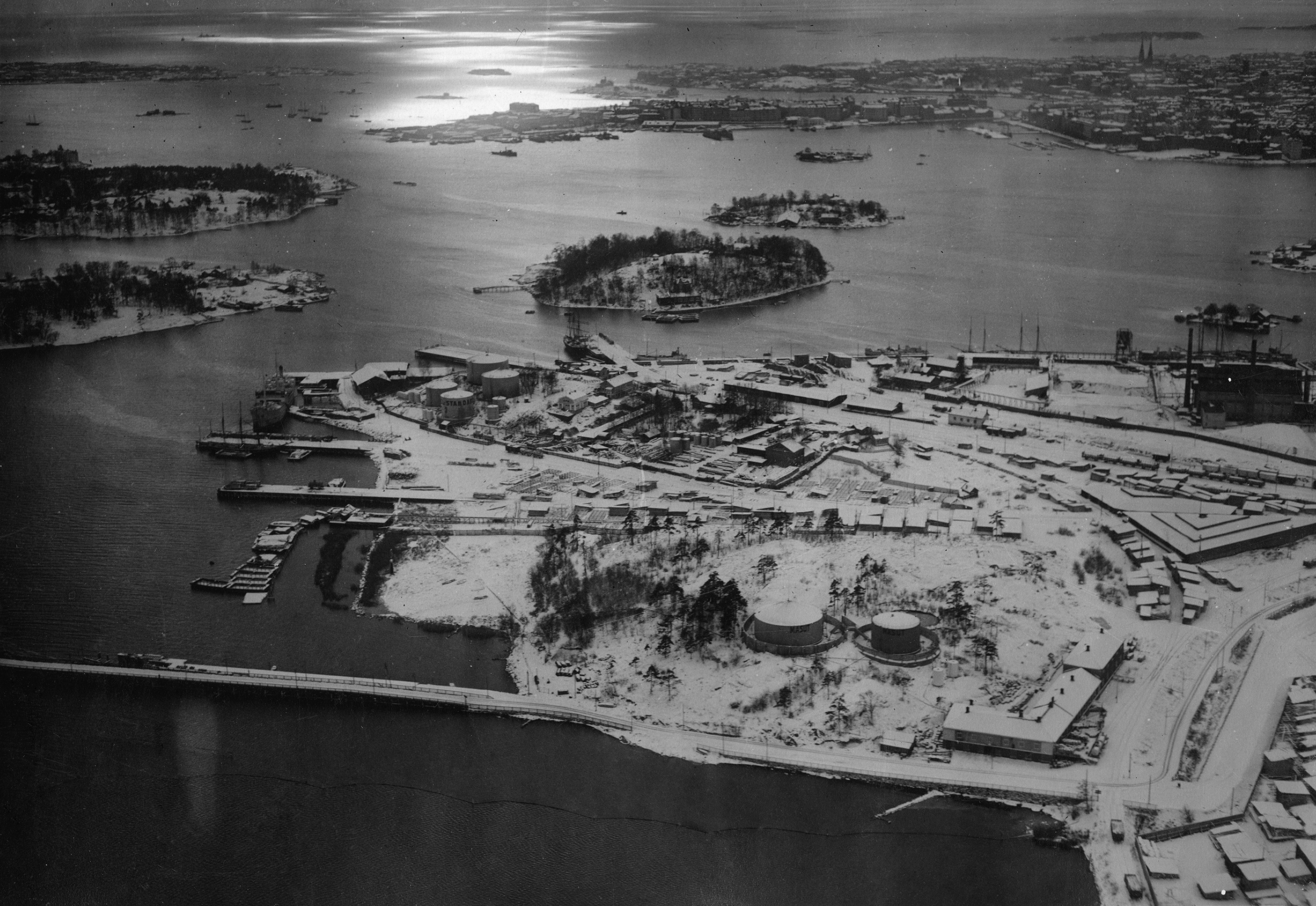
Sörnäs hamn 1931, med öarna Sumparn och Knekten snett uppåt till höger från bildens mitt.
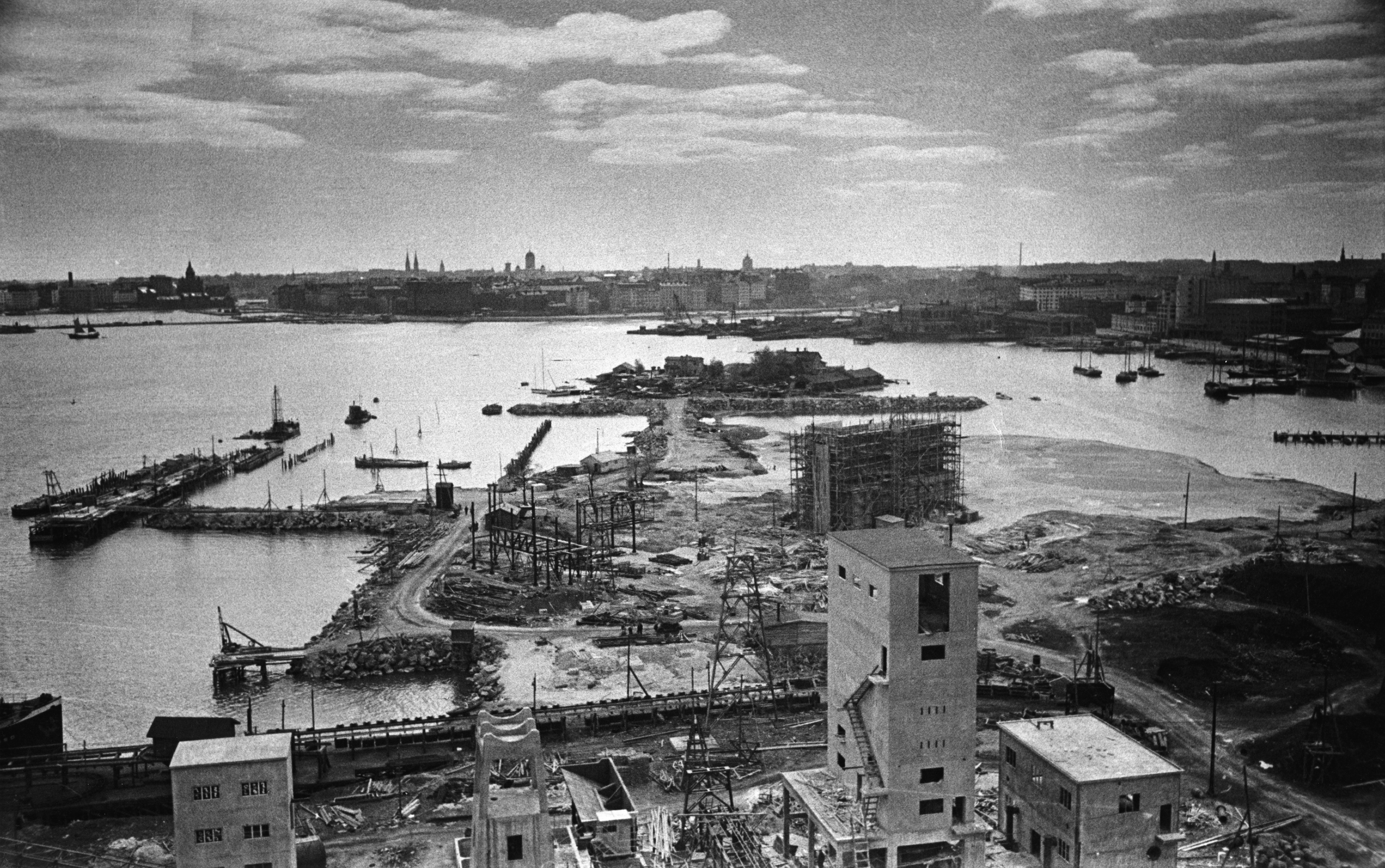
Expansion av Sörnäs hamn 1950 genom utfyllnad över Sumparn (närmast) och Knekten.
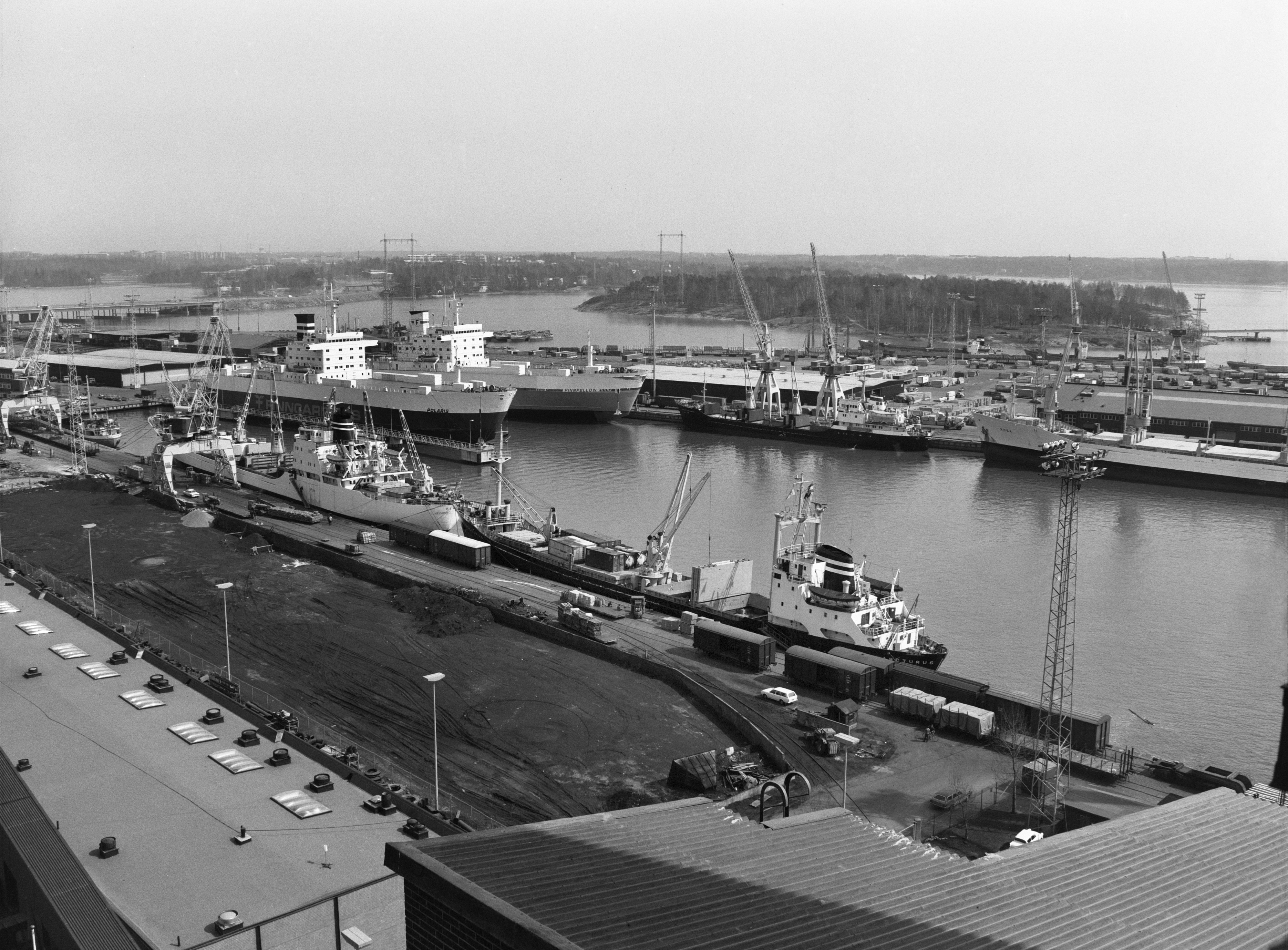
Den utbyggda Sörnäs hamn 1977, med Sumparn/Knekten snett upp till höger ovan bassängen.
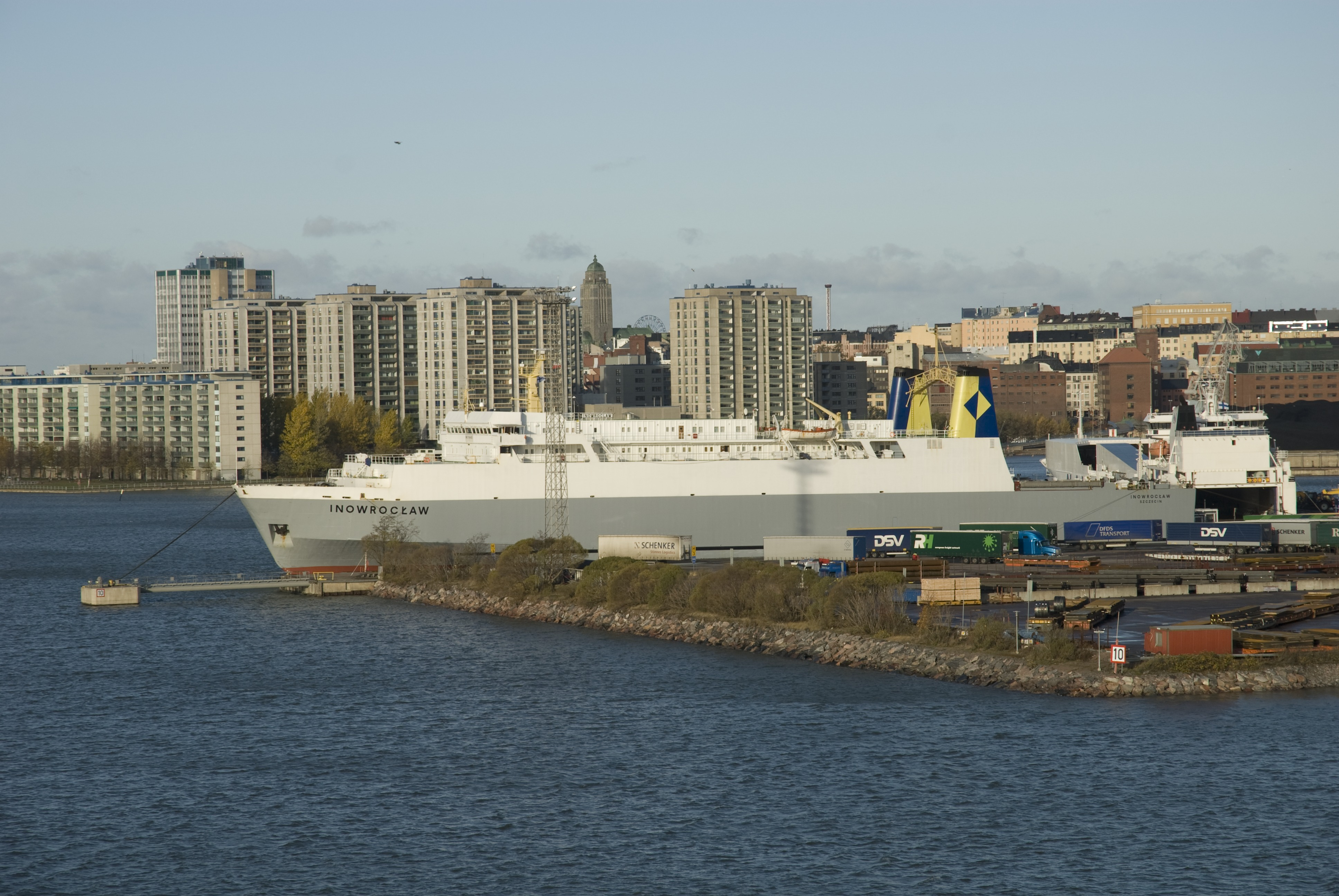
M/S Inowroclaw vid Knekten i Sörnäs hamn i oktober 2008, en månad före hamnverksamhetens flytt till Nordsjö hamn. Foto: Kari Hakli.
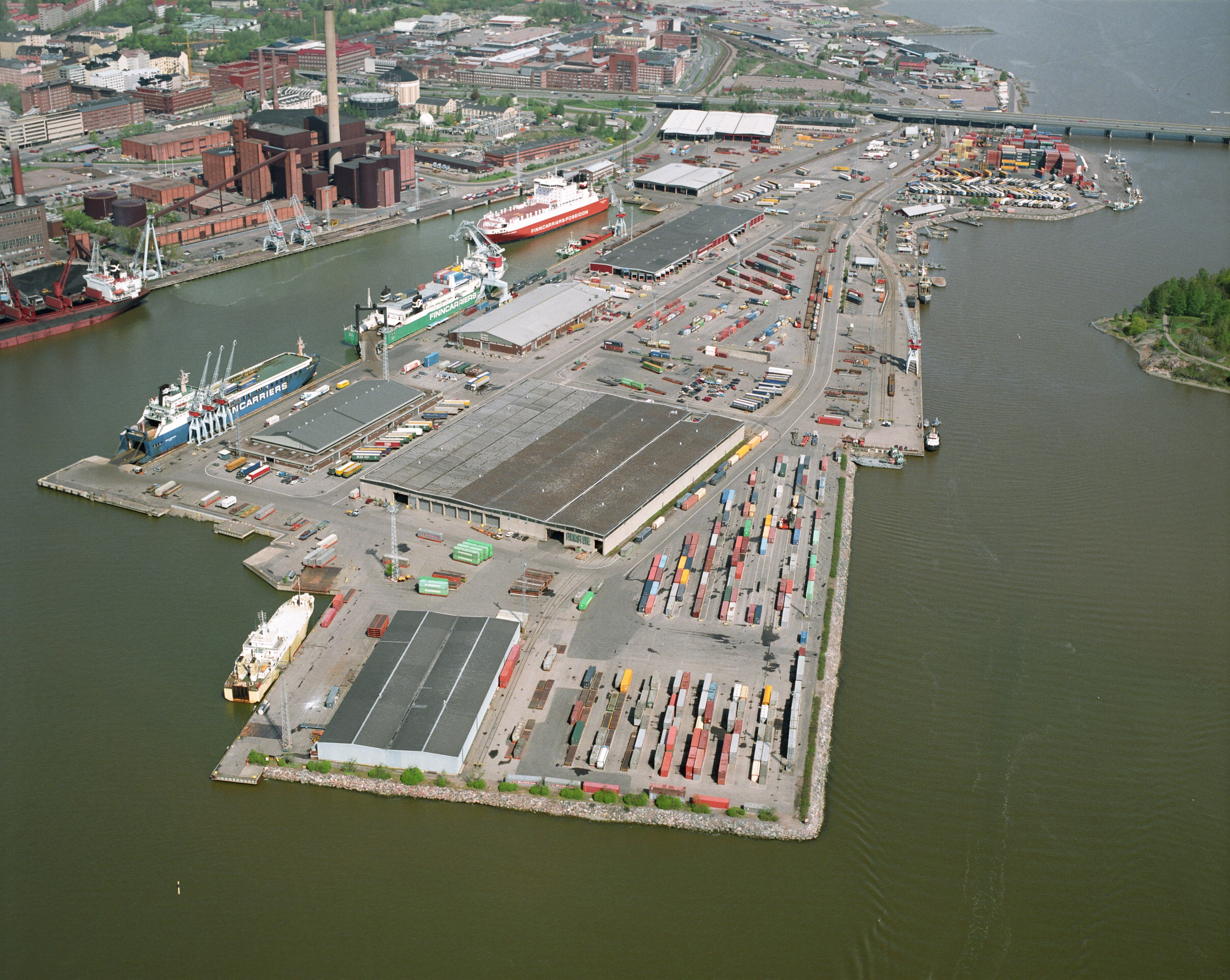
Sörnäs hamn. 1994. Knekten tar upp bilden i förgrunden, direkt förbunden med Sumparn.
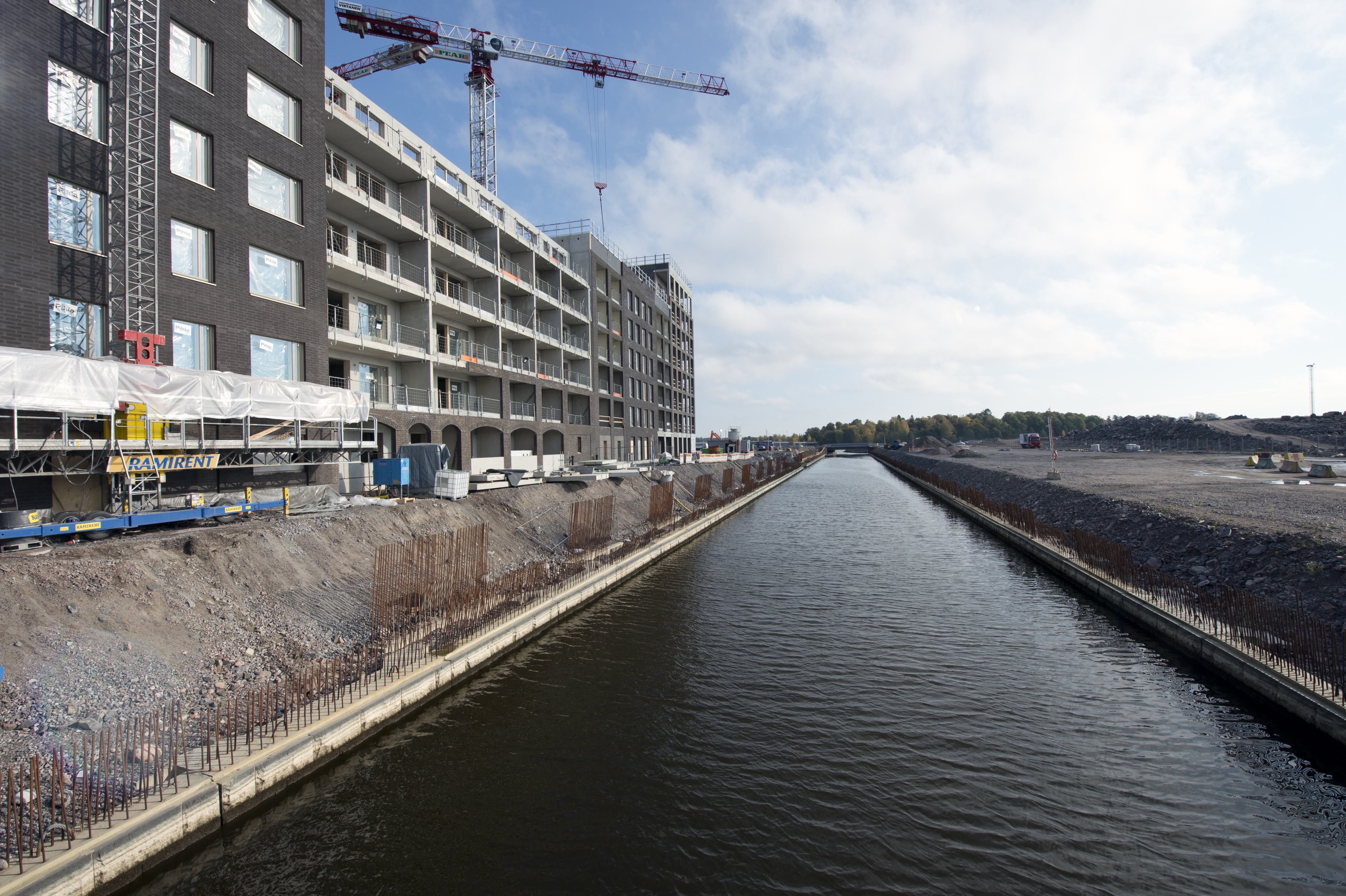
Kanalen mellan Knekten och Sumparn, 2020